# Kalamiá
Kalamiá är en ort i Grekland.   Den ligger i prefekturen Nomós Ártas och regionen Epirus, i den centrala delen av landet, 270 km nordväst om huvudstaden Aten. Kalamiá ligger 13 meter över havet och antalet invånare är 1 197.
Terrängen runt Kalamiá är kuperad norrut, men söderut är den platt.Runt Kalamiá är det ganska tätbefolkat, med 230 invånare per kvadratkilometer. Närmaste större samhälle är Arta, 4,6 km öster om Kalamiá. Trakten runt Kalamiá består till största delen av jordbruksmark.